# 1號百年老刺桐樹
24°48′43″N 120°58′52″E / 24.811806°N 120.981028°E
1號百年老刺桐樹，曾位於臺灣新竹市東區府後街，因與二二八事件有關而被稱為「二二八事件救命樹」，1992年遷植至新竹市三民公園。

## 歷史
1號百年老刺桐樹原先位於新竹市親仁里府後街籃球場旁，估計約1790年代種植。
二二八事件，1937年3月2日，國軍自旭橋沿著東門護城河開槍鎮壓抗爭市民。記者陳清朝便躲在橋下，目睹也有人躲此莿桐樹後。此後，該樹被叫做「救命刺桐樹」、「二二八事件救命樹」等。
1992年，隨著新竹大遠百商圈沿中正路快速崛起，停車位難覓，市府決定興建府後街地下停車場。當時正舉辦人間淨土系列活動的慈濟和金車教育基金會，便聯繫新竹致力推廣綠化的陸正文教基金會來移植此樹至三民公園。由學者專家選定於樹木休眠期移植。2月27日，開始以人工經十天挖出樹根，再以稻草包紮，維持根不離土。3月7日，在府後街居民送別下，以學生和樂隊帶領下，開始移植。雖原地離三民公園僅1.5公里，但因要邊走邊剪斷沿路阻絆的電線和其他管線，而耗費5小時。市長童勝男、省主席連戰主持重植儀式，並在三民公園立碑銘誌紀念。移植共耗費新台幣二十五萬元。
移植一年半之後，1號百年老刺桐樹主幹染上黴菌，原有五、六枝粗大的枝幹崩裂斷去。1994年又因颱風吹斷一支，樹狀因此呈現自底部分岔的左右對稱。
2000年，新竹市府草擬「綠資源與老樹自治條例」，將此刺桐列為珍貴老樹。原先1號百年老刺桐樹是市府列管保護的百餘株樹木中最老的一棵。明志書院停車場興建時，原在該地的刺桐樹也移植到三民公園，稱為「2號百年老刺桐樹」。同年8月20日，市府生態保育課長洪明仕、生態作家吳智慶、樹醫楊甘陵前來查看這兩棵刺桐樹時，發現樹根有點火痕跡，懷疑有人不想讓樹存活。吳智慶也會以山水客文化學會總召集的身分，帶團到三民公園瞻仰。
2008年，在新竹市長林政則指示下，建設局發行「老樹的故事」摺頁，選出三民公園的刺桐樹與其他九棵老樹作介紹。1號百年老刺桐樹之後遭刺桐姬小蜂侵襲、雀榕寄生。